# Landkreis Cham
Landkreis Cham is een Landkreis in de Duitse deelstaat Beieren. De Landkreis telt 128.094 inwoners (31 december 2020) op een oppervlakte van 1.517,88 km². Kreisstadt is de gelijknamige stad.

## Indeling
Cham is samengesteld uit 39 gemeenten. Hiervan zijn er zes steden en vijf Märkte. Veel van de kleinere gemeenten laten hun bestuur middels een Verwaltungsgemeinschaft uitvoeren door een grotere buurgemeente.
| Steden 1. Cham 2. Furth im Wald 3. Bad Kötzting 4. Roding 5. Rötz 6. Waldmünchen | Märkte 1. Eschlkam 2. Falkenstein 3. Lam 4. Neukirchen beim Heiligen Blut 5. Stamsried |

Overige gemeenten
1. Arnschwang
2. Arrach
3. Blaibach
4. Chamerau
5. Gleißenberg
6. Grafenwiesen
7. Hohenwarth
8. Lohberg
9. Michelsneukirchen
10. Miltach
11. Pemfling
12. Pösing
13. Reichenbach
14. Rettenbach
15. Rimbach
16. Runding
17. Schönthal
18. Schorndorf
19. Tiefenbach
20. Traitsching
21. Treffelstein
22. Waffenbrunn
23. Wald
24. Walderbach
25. Weiding
26. Willmering
27. Zandt
28. Zell